# حارة المدينة الخضراء (دار سعد)

تعديل مصدري - تعديل

حارة المدينة الخضراء هي إحدى حارات حي أول مايو الواقع بمديرية دار سعد التابعة لمحافظة عدن، بلغ تعداد سكانها 293 نسمة حسب تعداد اليمن لعام 2004.